# Constance Mauny
Constance Mauny (født 17. december 1998) er en fransk håndboldspiller, som spiller for Brest Bretagne Handball og Frankrigs kvindehåndboldlandshold.